# Nadvojvoda Karl Albrecht Austrijski
Nadvojvoda Karlo Albert Austrijsko-Tešinski (Karlo Albert Nikola Lav Gracijan Austrijski; njem. Karl Albrecht Nikolaus Leo Gratianus von Österreich, poslije Karlo Albrecht Habsburg-Lothringen, od 1919. Karol Olbracht Habsburg-Lotaryński, a od 1949. Karl von Habsburg-Altenburg; Pula, 18. prosinca 1888. - Östervik blizu Stockholma, Švedska, 17. ožujka 1951.), austrijski i poljski nadvojvoda, najstariji sin nadvojvode Karla Stjepana i nadvojvotkinje Marije Terezije, princeze Toskane, zemljoposjednik Żywieca, časnik austrijske (k.u.k.) i poljske vojske.